# Société libre des beaux-arts (Paris)
 (mars 2015).
Si vous disposez d'ouvrages ou d'articles de référence ou si vous connaissez des sites web de qualité traitant du thème abordé ici, merci de compléter l'article en donnant les références utiles à sa vérifiabilité et en les liant à la section « Notes et références ».
Pour les articles homonymes, voir Société libre des beaux-arts.
La Société libre des beaux-arts est une société savante parisienne fondée le 18 octobre 1830 par des artistes et amateurs d'arts français qui se joignirent aux directeurs du Journal des artistes, en vue de fonder une association régulière, pour s'occuper de tout ce qui pourrait intéresser les arts, et les artistes, c'est-à-dire contribuer au progrès des uns et au bien-être des autres.

## Historique
La Société libre des beaux-arts organisa sa première réunion dans le bureau du Journal des artistes et des amateurs, au no 30 de la place Saint-André-des-Arts à Paris. Parmi ses membres fondateurs se trouvent Alexandre Péron, Farcy, François Fortuné Guyot de Fère(1791-1866).
Cette société va créer son propre Salon et ses récompenses, une société de secours mutuels pour les artistes en difficulté.
En 1835, cette société tient ses séances à l'hôtel de ville de Paris, les 1er et 3e mardi de chaque mois

## Liste des présidents
- 1830 : Docteur Jean Marie Cornac[4]
- 1831-1832 : Jacques Ignace Hittorff (1792-1867), architecte; Louis-Alexandre Péron (1776-1855); François Mulard (1769-1850) vice-présidents; Jacob, secrétaire
- 1835 : Charles Porphyre Alexandre Desains[5]
- 1842-1843 : Jacques Ignace Hittorff
- 1855 : Charles Porphyre Alexandre Desains, les vice-présidents étant François Forster (graveur) et Jacob (dessinateur)[6]
- 1862-1870 : Pierre Baltazar Fournier
- 1885 : Diogène Maillart[7],[8].

## Membres
Dupuis l'Aîné, médaille d'argent pour sa coopérative avec Louis-Denis Caillouette et Dupuis le Jeune, membres de la société à la fondation d'une école gratuite de dessin pour les ouvriers.